# Torre del Saraceno
La torre del Saraceno, nota anche come torre del Porto, si trova lungo la costa orientale dell'isola del Giglio, nel cuore della località di Giglio Porto. L'attuale denominazione è stata conferita a seguito di una violenta incursione di una flotta di pirati saraceni, che danneggiò gravemente l'originaria struttura.

## Storia
La torre costiera, costruita in epoca medievale, era originariamente un possedimento dell'abbazia delle Tre Fontane di Roma, per poi passare agli Aldobrandeschi con l'inizio del loro controllo dell'isola.
Durante la dominazione pisana, la fortificazione andò probabilmente incontro ad un periodo di abbandono e di degrado che ebbe termine con l'annessione dell'isola del Giglio al granducato di Toscana.
I Medici fecero eseguire vari interventi di recupero a partire dalla seconda metà del Quattrocento, ma i più importanti di essi furono effettuati attorno alla metà del secolo successivo per volere di Cosimo I de' Medici. Tuttavia, negli anni successivi, la torre fu bersaglio di numerosi tentativi di assalto, durante uno dei quali venne gravemente danneggiata dai pirati turchi, richiedendo un profondo intervento di ricostruzione verso la fine del Cinquecento, quando la struttura architettonica militare fu ulteriormente fortificata da un rivellino esterno e da altri elementi difensivi.
Ulteriori interventi di ristrutturazione vennero effettuati nel Settecento e all'inizio del secolo scorso: tra di essi ci fu la definitiva dismissione della torre dalle originarie funzioni militari a seguito dell'Unità d'Italia.

## Descrizione

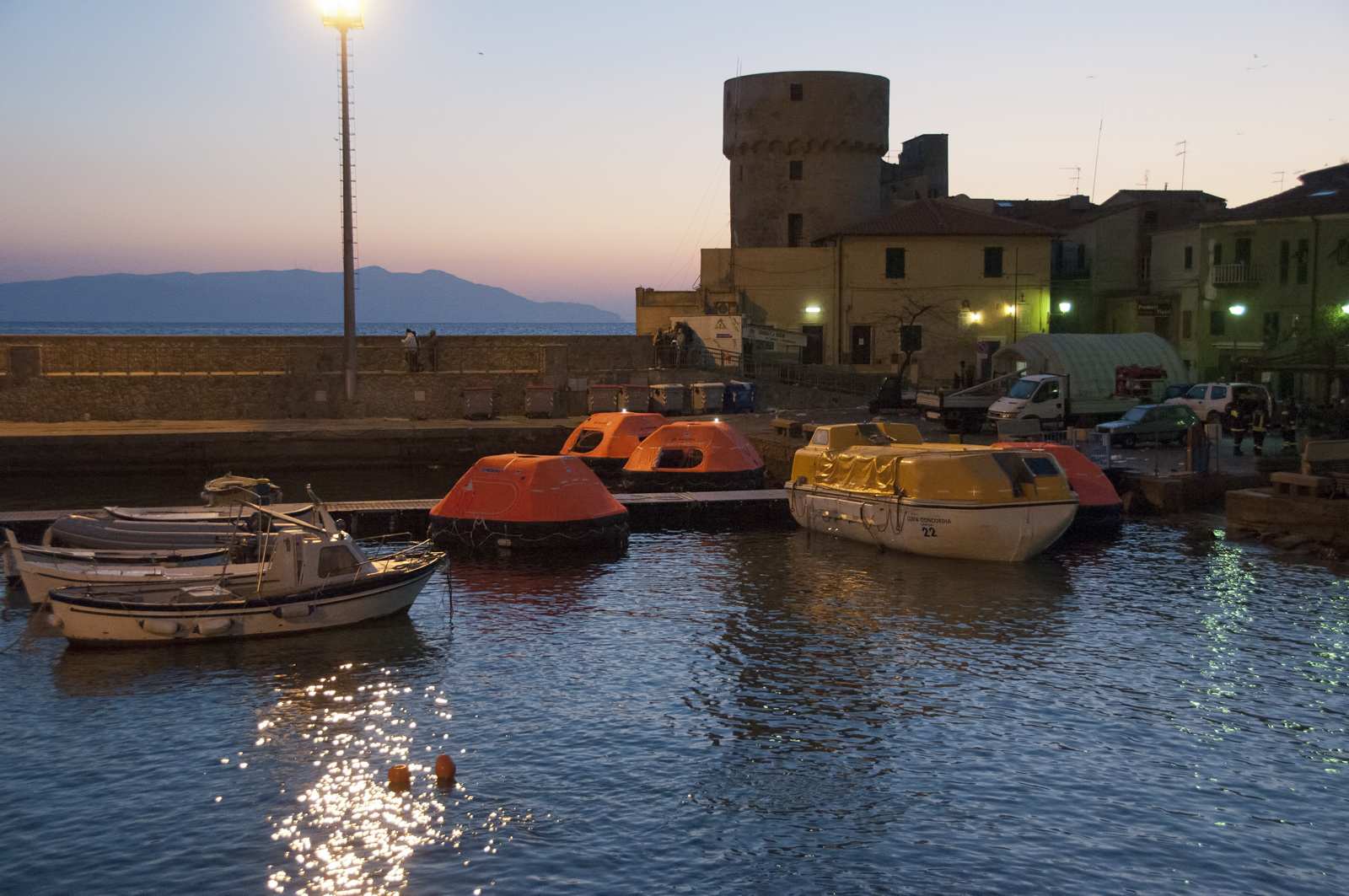
Veduta della torre del Saraceno dal porto di Giglio Porto

La torre del Saraceno si trova su una scogliera in granito tra le abitazioni di Giglio Porto, in posizione dominante rispetto al vicino porto.
La torre si presenta a pianta circolare, poggiante su un basamento a scarpa cordonato, con pareti rivestite in blocchi di pietra. La parte sommitale, modificata dagli ultimi interventi di restauro, è caratterizzata da una terrazza delimitata da un robusto parapetto che poggia su una serie di mensole che delimitano, a loro volta, altrettanti archetti ciechi.
Lungo le pareti esterne si aprono ad altezze diverse varie feritoie e finestrelle di forma quadrangolare, soprattutto nella parte alta dell'edificio turriforme, ove erano collocate le cannoniere per svolgere le funzioni di attacco e di difesa attiva. Al primo piano rialzato sopra il basamento a scarpa vi è quella che in passato costituiva la porta d'accesso alla struttura difensiva, a cui si giungeva attraverso una rampa di scale esterna che culminava con un ponte levatoio.
Su un lato, la torre è addossata ad altre strutture murarie in pietra che costituiscono i resti del rivellino.